# Лав Полугајевски
Лав Абрамович Полугајевски (рус. Полугаевский Лев Абрамович; Могиљов, 30. новембар 1934 — Париз, 20. август 1995), шаховски велемајстор чест учесник борби за титулу светског шампиона у шаху, иако је никада није освојио. Био је један од врхунских шахиста у свету имеђу 1960. и 1970. године, каи и изузетан аутор теорије отварања, чији допринос је и данас немерљив.

## Успорен шаховски развој
Рођен је у Могиљеву, тадашњи Совјетски Савез (данас Могиљов, Белорусија). За разлику од других велемајстора, његов шаховски развој је био успорен, а освојио је мајсторску титулу тек као одрастао човек. Његов прогрес је од тада рапидно убрзан и од 1960. године постаје један од најбољих шахиста на свету, што се видело у његовом учешћу у мечу "СССР против остатка света", одржаном 1970. године. Био је на четвртој табли и изгубио је један меч против Властимила Хорта и ремизирајући остале три партије. Три пута је победио на шампионату Совјетског Савеза. У четири наврата је успео да се квалификује за Меч кандидата за светског правка у шаху. Његов највећи успех је за време циклуса за првака света 1977. и 1980. године, када је поразио Мекинга и бившег светског шампиона Михаила Таља и квалификовао се за Меч кандидата, где је оба пута у полуфиналу био поражен од Виктора Корчноја.

## Шаховски теоретичар
Полугајевски је био шаховски теоретичар бројних шаховских отварања које је издржало тест времена. Био је најбољи познавалац Сициијанске одбране и једна варијанта носи његово име: 1. е4 ц5 2. ф3 д6 3. д4 цxд4 4. Сxd4 Сf6 5. Сc3 а6 6. Лг5 е6 7. ф4 б5!? Ова варијанта Полугајевског у Најдорфовој варијанти Сицилијанке је имала оригиналан и компликован тактички план и чинило се у теорији 2005. године да нема одговора и да се партија унапред може предати.

## Аутор многих шаховских књига
Као прилог игрању шаха и успешности у теорији, Полугајевски је био и респектабилан аутор шаховских књига. Његова књига Велемајсторко учење је класично шаховско дело које промишљено и аналитички говори о снази варијанте Сицилијанске одбране која носи његово име. У свом писању је отишао у претерану педантност, што карактерише његове анализе и био исмеван од многих других аутора који су тражили зараду у „пост-Фишеровом шаховском буму“ и писали безвредне књиге. „Све такве књиге можете отворити на првој страни и одмах затворити заувек. Понекада видите књигу која је написана за један месец. То не волим. Радићу бар две године на књизи или све то нећу радити."

## Варијанта је издржала Таља
Партија из 1969. на шампионату Совјетског Савеза против Таља, чинила се, на први поглед, да ће бити изазов за Полугајевског, због жртвене игре "Чаробњака из Риге". Домишљато, доказао је ширину свог отварања, знање и припремљеност. Лав Полугајевски је радио са Борисом Спаским кога је припремао за успех у мечу за шампиона света са Тиграном Петросјаном, 1970. године. 

## Полугајевски - Таљ
Одбијени Дамин гамбит

## Спољашња везе
- Лав Полугајевски на Чесгејмс